# B-23轟炸機
B-23轟炸機（Douglas B-23 Dragon）是道格拉斯飛機公司由B-18轟炸機基礎改良的雙引擎戰術轟炸機。

## 開發簡介
B-18在1934年得標量產後，美國希望能有更好性能的中型轟炸機，道格拉斯公司向美國陸航提出改進方案，這個版本最初稱為XB-22，XB-22配備了動力表現更好的R-2600雙黃蜂引擎；不過美軍懷疑單純更換引擎的性能增幅有限，道格拉斯後來提出運用道格拉斯DC-3設計去改良一款新轟炸機，美國陸航同意調整最後一筆B-18合約，在AC9977號合約調整後道格拉斯得到B-23的新代號，開發改良型轟炸機，代號龍式。
B-23雖然大致設計很類似B-18，但是在細節上觀察時會發現這是一種全新的飛機，飛機調整尺寸比例使它更符合空氣動力，包括重新設計的垂直尾翼、更流線的機鼻、可全部收納的起落架、類似DC-3客機帶有後掠角的主翼，加上動力較前代增加60%出力的發動機，以及配有設置玻璃窗機尾砲座的設計，炮座採用臥姿射擊，以直管瞄準鏡追蹤目標。
B-23在1939年7月27日首飛，整體性能堪稱差強人意，在1939年7月至1940年9月生產了38架。
由於相近時間誕生的B-25米切爾型轟炸機、B-26轟炸機性能過於卓越，B-23毫無性能優勢，且歐戰經驗回饋後工程師知曉飛機需要更多防禦槍塔及防護裝甲才能在戰場中倖存，而B-23缺少這些升級容餘，所以在該筆訂單後美軍沒有增購，B-23服役後主要任務是在美國西海岸執行海上巡邏、教練用轟炸機、空用測試平台等，其中通用電氣利用這架飛機作為在斯克內克塔迪研發渦輪增壓器的測試機；其中有12架在1943年改造成運輸機，編號C-67，後更名UC-67。
二戰勝利後，B-23隨即自軍中除役，作為戰爭剩餘物資售予民間。通用電器基於在戰爭期間的使用經驗，採購5架繼續運用，霍華·休斯也曾購入B-23的私人專機。泛美航空則是主要的戰後民間客戶，泛美購入改裝後可搭載12位乘客，作為行政專機使用，而這些機種則繼續服役到1970年代。

## 引注
1. 1 2  Mondey 1982，第111頁
2. ↑  "Stinger Gun in Plane's Tail Guards Vulnerable Spot." Popular Science, January 1941.

援引書目
- Francillon, René J. McDonnell Douglas Aircraft since 1920. London, Putnam, 1979. ISBN 0-370-00050-1.
- Mondey, David. . London: Chancellor Press. 1982. ISBN 1-85152-706-0.

## 外部連結
- Douglas B-23 Dragon（页面存档备份，存于） – 美國空軍國家博物館